# کفرحمام
کفرحمام (به عربی: کفرحمام) یک منطقهٔ مسکونی در لبنان است که در استان نبطیه واقع شده‌است.